# Alutiiq

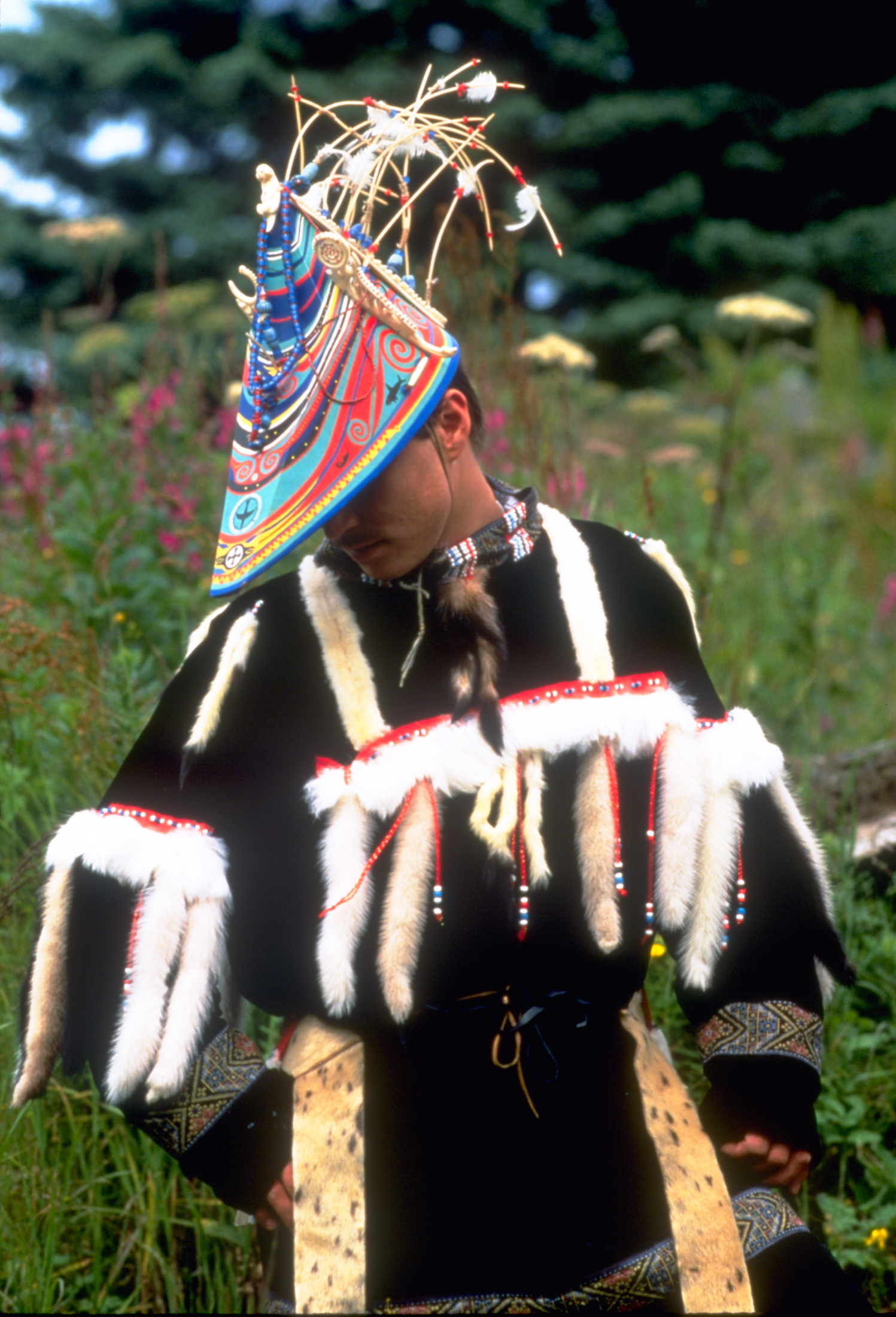
Tänzer der Alutiiq in traditioneller Tracht

Alutiiq (auch Sugpiaq oder Sugcestun; korrekt: Sugt’stun bzw. Alutiit’stun) ist die indigene  Sprache der zu den Yupik (auch „Westliche Eskimo“ genannt) zählenden Sugpiaq („wahre/echte Person“, Plural: Sugpiat – „wahres/echtes Volk“) bzw. Alutiiq („Person von den Aleuten, bzw. Aleut“, Plural: Alutiit – „Volk von den Aleuten, bzw. Aleuten“) von South Central Alaska. Die Sprache gehört als Alaska-Yupik-Sprache zum „Westlichen Eskimo“-Dialektkontinuum der Eskimosprachen der Eskimo-aleutische Sprachfamilie.
Die „Alutiit/Sugpiat“ waren kulturell stark von den direkt westlich lebenden Aleuten (Alëuten) beeinflusst, die zur gleichen Sprachfamilie zählen, und wurden daher oftmals mit diesen verwechselt bzw. als Teil der „Aleuten“ betrachtet.
Man unterscheidet zwei regionale Dialekte:
- der Koniag Alutiiq-Dialekt bzw. Alutiit’stun (auf der Alaska-Halbinsel, dem Kodiak-Archipel und auf Afognak Island, man unterscheidet nochmals zwei Subdialekte: „Northern Style Alutiiq“ bzw. Niuwaciq und „Southern Style Alutiiq“ bzw. Yuuwaciq; die Sprecher bezeichnen sich als Alutiiq (Singular) bzw. Alutiit (Plural).)[1]
- der Chugach Alutiiq-Dialekt bzw. Sugt’stun (auf der Kenai-Halbinsel und am Prince William Sound; die Sprecher bezeichnen sich als Sugpiaq (Singular) bzw. Sugpiat (Plural).)

Von den ca. 3.000 bis 3.500 „Alutiit/Sugpiat“ sprechen heute nur noch ca. 200 bis 400 ihre Sprache.